# Espéranto-France
Espéranto-France è un'associazione non profit che si occupa della diffusione della lingua ausiliaria internazionale esperanto in Francia, con sede a Parigi. Vi aderiscono sia membri individuali (circa 600 nel 2018) sia associazioni (11 federazioni regionali e 4 associazioni tematiche).
È membro come landa asocio (associazione nazionale) dell'Associazione Universale Esperanto.

## Storia
Una prima associazione esperantista nazionale fu fondata in Francia per iniziativa di Louis de Beaufront già nel 1898 con il nome di Société pour la propagation de l’espéranto; il nome fu poi mutato nel 1903 in Société française pour la propagation de l’espéranto. Fu questa prima associazione a organizzare nel 1905 il primo Congresso Universale di Esperanto a Boulogne-sur-Mer.
Alla fine della seconda guerra mondiale, nel 1945, l'associazione diventa Union française pour l’espéranto (Unione francese per l'esperanto), nome che rimane fino al 2000, quando viene nuovamente modificato diventando Espéranto-France, il nome attuale.